# Yoram Globus
Yoram Globus (Tiberíades, 7 de septiembre de 1943), es un productor y distribuidor de cine israelí-estadounidense. Ha participado en la producción de más de 300 largometrajes y, junto con su primo Menahem Golan, fue copropietario de la compañía estadounidense de producción de películas The Cannon Group, Inc. desde 1979 hasta 1989.

## Biografía

### Trayectoria profesional en Israel
En 1964 Yoram Globus se asocia con Menahem Golan, quien ya era un conocido director de escena y cine en Israel y crean una productora dirigida al mercado israelí, llamada Noah Films.
Su primera película destacable fue el musical Kazablan (1974), protagonizado por el actor israelí Yehoram Gaon, que fue nominado a dos Globos de Oro en las categorías de mejor musical y mejor película extranjera. El segundo título fue Mivtsa Yonatan (1977), conocida en España como Operación relámpago. Una película basada en el acontecimiento real del secuestro de un vuelo y la posterior liberación de rehenes, denominado como la Operación Entebbe. Un año más tarde sería nominada a los Óscar como mejor película de habla no inglesa.
Su tercera producción fue la película Lemon Popsicle (1978), titulada en Hispanoamérica como Barquillo de limón o Chile caliente y en España como Polo de limón. Se trata de una comedia sexual de adolescentes ambientada en el Israel de los años 50. El filme es considerado de culto y llegó a ser el predecesor de otras famosas comedias sexuales entre adolescentes y estudiantes como Porky’s.

### Trayectoria profesional en Estados Unidos
Durante los años 80, en su catálogo fue popular el cine de acción y aventuras en cintas protagonizadas por Chuck Norris, Charles Bronson, Michael Dudikoff, Sylvester Stallone o Jean-Claude Van Damme. Destaca la película Blood Sport (1988), también conocida como Deporte sangriento, Contacto sangriento y El gran dragón blanco, donde Van Damme fue actor protagonista.
En 1993, después de producir más de 300 películas, Globus regresó a Israel para centrarse en su compañía Globus Group.
En 2014, se hicieron dos películas documentales sobre Yoram Globus y Menahem y su historia de Cannon Films. Warner Bros lanzó Electric Boogaloo: The Wild, Untold Story of Cannon Films, que fue producida por RatPac-Dune Entertainment. Y también, en ese mismo año, el documental israelí The Go-Go Boys: The Inside Story of Cannon Films que se estrenó en el Festival de Cine de Cannes.
En 2015, Yoram Globus vendió Globus Max y regresó a Hollywood para lanzar una nueva compañía de producción cinematográfica, Rebel Way Entertainment, de la que es presidente actualmente.